# Các địa điểm của Cải cách Công nghiệp Minh Trị tại Nhật Bản: Sắt thép, Đóng tàu và Khai mỏ
Các địa điểm của Cải cách Công nghiệp Minh Trị tại Nhật Bản: Sắt thép, Đóng tàu và Khai mỏ (明治日本の産業革命遺産 製鉄・鉄鋼、造船、石炭産業 Meiji nihon no sangyoukakumeiisan seitetsu tekkou, zousen sekitansangyou) là một nhóm các di tích lịch sử đóng vai trò là một phần quan trọng trong sự nghiệp phát triển công nghiệp của Nhật Bản trong khoảng thời gian Bakumatsu tới Meiji, và là một phần của di sản công nghiệp của Nhật Bản. Năm 2009, các di tích đã được đệ trình lên UNESCO xét công nhận là di sản thế giới theo tiêu chuẩn ii, iii, iv. Đến ngày 5 tháng 7 năm 2015, di sản công nghiệp này đã chính thức trở thành một di sản thế giới của nhân loại, trong phiên họp thường niên lần thứ 39 của Ủy ban Di sản thế giới nhóm họp tại Bonn, Đức.

## Danh sách
Di sản này bao gồm 8 khu vực, với 30 địa điểm thành phần.

### (1) Hagi, Yamaguchi
Các địa điểm tiền công nghiệp Hagi và cảnh quan văn hoá thời kỳ Tokugawa; Hagi, Yamaguchi:
| Địa điểm                                                                                  | Mô tả                                              | Hình ảnh |
| ----------------------------------------------------------------------------------------- | -------------------------------------------------- | -------- |
| Lò phản xạ Hagi (萩反射炉 Hagi hansharo)                                                  | Địa điểm Lịch sử                                   |          |
| Nhà máy đóng tàu Ebisugahana (恵美須ヶ鼻造船所跡 Ebisugahana zōsensho ato)                |                                                    |          |
| Công trình luyện kim Ōitayama-tatara (大板山たたら製鉄遺跡 Ōitayama tatara seitetsui ato) | Tài sản văn hóa Địa điểm Lịch sử                   |          |
| Trường Shōkasonjuku (松下村塾 Shōkason juku)                                              | Địa điểm Lịch sử                                   |          |
| Thị trấn thành quách Hagi (萩城下町 Hagi jōkamachi)                                       | Địa điểm Lịch sử; Nhóm các Công trình Truyền thống |          |

## (2) Kagoshima, Kagoshima
Tổ hợp nhà máy cơ khí dệt may đầu tiên Shūseikan; Kagoshima, Kagoshima:
| Địa điểm                                                                                | Mô tả                                                                          | Hình ảnh |
| --------------------------------------------------------------------------------------- | ------------------------------------------------------------------------------ | -------- |
| Shūseikan cổ (旧集成館 kyū Shūseikan)                                                   | Địa điểm Lịch sử                                                               |          |
| Xưởng chế tạo máy Shūseikan (旧集成館機械工場 Shūseikan kikai kōjō)                     | Xây dựng vào năm 1865; Tài sản Văn hóa Quan trọng                              |          |
| Nhà ở của các kỹ sư tại Kagoshima (旧鹿児島紡績所技師館 kyū Kagoshima hōsekijogishikan) | Nơi ở của 7 kỹ sư người Anh được xây dựng năm 1867; Tài sản Văn hóa Quan trọng |          |
| Gionnosu Battery (祇園之洲砲台跡 Gionnosu hōdai ato)                                    |                                                                                |          |

## (3) Saga, Saga
Nhà máy đóng tàu Mietsu; Saga, Saga:
| Địa điểm                                                    | Mô tả | Hình ảnh |
| ----------------------------------------------------------- | ----- | -------- |
| Cơ sở hải quân Mietsu (三重津海軍所跡 Mietsu kaigunsho ato) |       |          |

## (4) Kamaishi, Iwate
Các địa điểm mỏ khai thác và luyện kim Hashino; Kamaishi, Iwate:
| Site | Comments                                              | Image |
| --- | ----------------------------------------------------- | ----- |
| Mỏ sắt Hashino và khu vực luyện kim liên quan (橋野鉄鉱山および関連施設 Hashino tetsu kōzan oyobi kanren shisetsu) | Ảnh hưởng tới Yawata (xem dưới đây); Địa điểm Lịch sử |       |

## (5) Nagasaki, Nagasaki
Cơ sở của nhà máy đóng tàu Nagasaki, đảo khai thác than và các địa điểm liên quan; Nagasaki, Nagasaki:
| Địa điểm                                                                                   | Mô tả | Hình ảnh |
| ------------------------------------------------------------------------------------------ | --- | -------- |
| Bến cảng sửa chữa tàu Kosuge (小菅修船場跡 Kosuge shūsenba ato)                            | Địa điểm Lịch sử |          |
| Giếng Hokkei, mỏ than Takashima (北渓井坑跡 Hokkei seikō ato)                              | Tài sản Văn hóa Địa điểm Lịch sử |          |
| Mỏ than Hashima (端島炭坑 Hashima tankō)                                                   | |          |
| Vườn cũ Glover (旧グラバー住宅 kyū Gulabā jūtaku)                                          | xây dựng vào năm 1863; Tài sản Văn hóa Quan trọng                                                                                         |          |
| Nhà máy đóng tàu Mitsubishi Nagasaki (長崎造船所関連施設 Nagasaki zōsenjo kanren shisetsu) | Bao gồm Ụ tàu Mokojima số 3; người Scotland xây dựng một cần trục đầu búa (1909); gian hàng mô hình; nhà khách theo phong cách phương Tây |          |

## (6)Shimonoseki, Yamaguchi
Địa điểm chiến dịch Shimonoseki và ngọn hải đăng; Shimonoseki, Yamaguchi:
| Địa điểm                                                 | Mô tả | Hình ảnh |
| -------------------------------------------------------- | ----- | -------- |
| Tàu pháo Maeda (前田砲台跡 Maeda hōdai ato)              |       |          |
| Ngọn hải đăng Mutsurejima (六連島灯台 Mutsurejima tōdai) |       |          |

## (7) Ōmuta, Fukuoka - Arao và Uki, Kumamoto
Mỏ than, đường sắt và cảng Miike; Ōmuta, Fukuoka, Arao và Uki, Kumamoto:
| Địa điểm | Mô tả                                             | Hình ảnh |
| --- | ------------------------------------------------- | -------- |
| Hầm mỏ Miyanohara, Mỏ than Miike (三井石炭鉱業株式会社三池炭鉱宮原坑施設 Mitsui sekitan kōgyō kabushikigaisha, Miike tankō Miyahara ana shisetsu) | completed in 1901; Tài sản Văn hóa Quan trọng     |          |
| Hệ thống đường sắt mỏ và cảng than Miike (三池港・三池炭鉱専用鉄道 Miikekō ・Miike tankō senyō tetsudō)                                           |                                                   |          |
| Cảng Tây Misumi (三角西港 Misumi nishikō) | xây dựng vào năm 1887; Tài sản Văn hóa Quan trọng |          |

## (8) Kitakyūshū, Fukuoka
Công trình thép Yawata; Kitakyūshū, Fukuoka:
| Site                                                                                        | Comments | Image |
| ------------------------------------------------------------------------------------------- | -------- | ----- |
| Nhà máy thép Yawata (旧官営八幡製鐵所関連施設 kyū kanei Yahata seitetsusho kanren shisetsu) |          |       |
| Trạm bơm nước trên sông Onga (遠賀川ポンプ場 Ongagawa ponpuba)                              |          |       |